# Luis Parra
Luis Eduardo Parra Rivero (Yaracuy, 7 luglio 1978) è un politico venezuelano, deputato per lo stato Yaracuy e autoproclamato presidente dell'Assemblea nazionale dal 5 gennaio 2020.
È stato membro del partito Primero Justicia, per poi essere espulso nel dicembre 2019 dopo varie accuse di corruzione.
Il 5 gennaio 2020, si è proclamato presidente dell'Assemblea nazionale del Venezuela, con il voto favorevole del Grande Polo Patriottico, in una sessione legislativa senza quorum e senza il voto regolamentare.